# Хвильове число
Хвильове́ число́ — параметр хвилі, який визначає кількість довжин хвилі, що поміщаються в 2π одиниць довжини.
Позначається здебільшого літерами k, K або q, Q, вимірюється зазвичай в обернених сантиметрах. В системі SI одиниця вимірювання хвильового числа — м-1, але вона використовується рідко.
Згідно з означенням хвильове число зв'язане із довжиною хвилі λ співвідношенням:
{\displaystyle k={\frac {2\pi }{\lambda }}}.
Зв'язок між хвильовим числом і частотою задається дисперсійним співвідношенням.
Хвильове число широко використовується в інфрачервоній спектроскопії.